# Río Landro
El río Landro es un río del noroeste de la península ibérica que discurre por la provincia de Lugo, en Galicia, España. Pertenece a la vertiente Cantábrica y sigue una dirección S-N, desembocando en la ría de Vivero. En total recorre unos 37 km.

## Curso
Nace en la parroquia del Viveiro, municipio de Muras, en las vertientes oeste y suroeste de la Sierra del Gistral, a 800 m s. n. m. de altitud. Inicialmente, el rego Abelaira, que brota a 880 m de altura, a los pies del monte Gistral (1032 msnm) en su vertiente sur, se une en la parroquia de Porromeu a 630 msnm, con otros regos menores que nacen a menor altura. Es a partir de aquí que recibe, según la cartografía oficial, el nombre de río Landro. En este lugar el rego Abelaira lleva recorridos 3600 m, por lo que se podría decir que  el nacimiento de este rego coincide con el del río Landro.
Baja por un valle abierto hasta Escoiras, que luego se estrecha, al paso que recibe las aguas de los afluentes de A Eireixa, Ribeira, Torres Vellas y Barocas. Se vuelve abrir el valle a la altura de Nogarito y, otra vez encajado, recoge los aportes de los ríos Besteburiz, Balsadas y Grandal. Desde A Santa Mariña contribuyen el Boimente, el Louro, el Loureiro, el río da Balsa y el Fontecova. 
Posteriormente llega al municipio de Vivero para desembocar entre la playa de Covas, en Covas, y el puerto de Celeiro. En su desembocadura, el Landro forma un pequeño humedal. Constituye el límite entre los municipios de Muras y Orol.

## Fauna
Se pueden citar especies como la anguila común o europea, la trucha arcoíris, el salmón común, la trucha común y la liza.